# Aytonerpeton
Aytonerpeton is een geslacht van uitgestorven tetrapoden, waarvan de fossiele overblijfselen zijn gevonden in bodems die dateren uit het Vroeg-Carboon (Tournaisien, ongeveer 355 - 350 miljoen jaar geleden) in Schotland.

## Naamgeving
Aytonerpeton microps werd voor het eerst beschreven in 2016 op basis van een fossiel, gevonden in het Burnmouth Ross-gebied van Schotland, in de Ballagan-formatie. De geslachtsnaam is een combinatie van de naam van de parochie Ayton met een Grieks herpeton, 'kruipend dier'. De soortaanduiding is een combinatie van mikros, 'klein', en oops, 'gezicht'.
Het holotype is UMZC 2015.46b, een skelet met schedel dat alleen zichtbaar gemaakt kon worden door een CAT-scan.

## Beschrijving
Aytonerpeton is alleen bekend dankzij een gedeeltelijke schedel en enkele skeletbeenderen die verspreid en zichtbaar zijn in de gesteentematrix, alleen dankzij een gecomputeriseerde axiale microtomografie. De schedel is goed bewaard gebleven en zou ongeveer vijf centimeter lang zijn geweest. Het hele dier was mogelijk ongeveer vijfentwintig centimeter lang en leek vaag op een salamander. 
Aytonerpeton had enkele autapomorfieën: twee grote premaxillaire tanden en nog een grote ruimte voor een andere tand in het achterste deel van de premaxilla, in totaal vijf tanden in de premaxilla, een zone naast de symphysis met slechts één tand, coronoïden zonder gekartelde tandjes, het traanbeen L-vormig, het ploegschaarbeen met ten minste één tand, de palatine met een grote hoektand maar zonder kleinere tanden, het ectopterygoïde met ten minste twee tanden en mogelijk meer. 
De afgeleide kenmerken van Aytonerpeton omvatten de aanwezigheid van de zijlijn op het bovenkaaksbeen en de neusbeenderen, de onderkaaktanden groter en in geringer in aantal dan de bovenste marginale tanden, een enkelvoudig Meckelvenster, langer dan brede interpterigoïde holte, een enkele parasymfysaire vangtand op het dentarium en een darmbeen met een enkelvoudige bandvormige plaat (een kenmerk dat ook voorkomt bij temnospondylen en dat hier voor het eerst aanwezig is bij de tetrapoden). Al deze kenmerken komen ook voor bij colosteïden.
Over het algemeen was de snuit van Aytonerpeton kort en vergelijkbaar in lengte met die van de oogkas, terwijl het neusgat en de choana beide erg groot waren in verhouding tot de grootte van de schedel (groter dan bij Greererpeton). De vergrote premaxillaire tanden herinneren aan die van latere colosteïden, maar de bijbehorende mandibulaire inkeping was niet aanwezig om ze in de onderkaak te bergen. De slanke poten lijken meer op die van Colosteus dan op die van Greererpeton.

## Fylogenie
Aytonerpeton lijkt een archaïsche vertegenwoordiger van de groep colosteïden te zijn geweest, of misschien een meer basale verre verwant van hen. Andere mogelijke verwanten zijn Perittodus (ook gevonden in hedendaagse landen en min of meer in hetzelfde gebied), de raadselachtige Sigournea en de oude Ymeria uit het Devoon.